# OR2L13
OR2L13 (англ. Olfactory receptor family 2 subfamily L member 13) – білок, який кодується однойменним геном, розташованим у людей на короткому плечі 1-ї хромосоми.  Довжина поліпептидного ланцюга білка становить 312 амінокислот, а молекулярна маса — 35 634.
| 10         |  | 20         |  | 30         |  | 40         |  | 50         |
| ---------- |  | ---------- |  | ---------- |  | ---------- |  | ---------- |
| MEKWNHTSND |  | FILLGLLPPN |  | QTGIFLLCLI |  | ILIFFLASVG |  | NSAMIHLIHV |
| DPRLHTPMYF |  | LLSQLSLMDL |  | MYISTTVPKM |  | AYNFLSGQKG |  | ISFLGCGVQS |
| FFFLTMACSE |  | GLLLTSMAYD |  | RYLAICHSLY |  | YPIRMSKMMC |  | VKMIGGSWTL |
| GSINSLAHTV |  | FALHIPYCRS |  | RAIDHFFCDV |  | PAMLLLACTD |  | TWVYEYMVFV |
| STSLFLLFPF |  | IGITSSCGRV |  | LFAVYHMHSK |  | EGRKKAFTTI |  | STHLTVVIFY |
| YAPFVYTYLR |  | PRNLRSPAED |  | KILAVFYTIL |  | TPMLNPIIYS |  | LRNKEVLGAM |
| RRVFGIFSFL |  | KE         |  |            |  |            |  |            |

A: Аланін

C: Цистеїн

D: Аспарагінова кислота

E: Глутамінова кислота

F: Фенілаланін

G: Гліцин

H: Гістидин

I: Ізолейцин

K: Лізин

L: Лейцин

M: Метіонін

N: Аспарагін

P: Пролін

Q: Глутамін

R: Аргінін

S: Серин

T: Треонін

V: Валін

W: Триптофан

Кодований геном білок за функціями належить до рецепторів, g-білокспряжених рецепторів, білків внутрішньоклітинного сигналінгу. 
Задіяний у такому біологічному процесі як поліморфізм. 
Локалізований у клітинній мембрані.